# 雨宮俊介
雨宮 俊介（あまみや しゅんすけ、1985年6月26日 - ）は、日本の元ラグビー選手。

## プロフィール
- 山梨県出身。
- ポジションはロック (LO)。
- 身長 192cm、体重 107kg
- 関東代表に選ばれたことがある[1]。

## 略歴
2004年、日川高校卒業後、明治大学に入る。なお日川高校時代、高校日本代表に選ばれたことがある。
2008年、明治大学卒業後、東芝ブレイブルーパスに加入。同年12月21日に行われたジャパンラグビートップリーグ第10節のクボタスピアーズ戦に途中出場で公式戦初出場を果たす。
2015年、現役を引退した。